# 西奧多·德克
西奧多·約瑟夫·德克（荷蘭語：Theodorus Jozef Dekker，1927年3月1日—2021年11月25日）是一名荷蘭數學家。
德克爾於1958年獲得阿姆斯特丹大學博士學位。他的論文題目是《集合與空間的矛盾分解》。
德克爾發明了一種演算法，允許兩個進程在不發生衝突的情況下共享單次使用的資源，只使用共享記憶體進行通信，這種演算法被命名為德克爾演算法。

## 外部連結
- Theodorus (Dirk) Jozef Dekker在數學譜系計畫的資料。